# ショッカー (マーベル・コミック)
ショッカー (Shocker) は、スパイダーマンシリーズに登場するスーパーヴィランのひとり。強烈な衝撃波を発する装置「バイブロ・ショック・ガントレット」を駆使して戦う。

## 原作漫画
本名は、ハーマン・シュルツ (Herman Schultz)。
ハーマンは卓越した発明家でエンジニアだったが、その才能を善行に使うどころか、泥棒と金庫破りに活かした。金庫破りの最中に現行犯逮捕されて投獄されると、収監中にどんな金庫でも音を立てずに数秒で開けることを目的とした手持ち式のプロジェクター風の装置を発明した。
ハーマンは、この装置から発せられる振動の衝撃を強化したりコントロールしたりすることが可能であり、刑務所の壁を破って脱獄した。この技術を、高圧化された空気を放つことができる手首装着型の「バイブロ・ショック・ガントレット」にアップグレードしたうえ、振動による反撃を吸収するスーツを開発すると、その日以来、ショッカーという犯罪者として知られるようになった。
ショッカーの犯罪活動は銀行強盗のようなものから、より大がかりなものまで多くある。最も有名な計画の一つでは、自分の名前を文字で示すために、ニューヨーク市の複数の区間で停電を引き起こした。100万ドルを払わなければ全市規模の大停電を引き起こすと、ニューヨーク市を相手にも脅迫した。
- 1967年発行のアメイジング・スパイダーマン第46号で初登場を果たし、B級スーパーヴィランの代表格として、度々、スパイダーマンの前に立ちはだかってきた。
- 2013年発行の『スーペリア・スパイダーマン』では、ブーメラン（英語版）、ビートル、オーバードライブ（英語版）、スピード・デーモン（英語版）と共に架空の犯罪組織で悪のスーパーヒーローチームシニスター・シックス（邪悪なる6人）を結成した。

## MCU版
マーベル・シネマティック・ユニバース（MCU）の『スパイダーマン:ホームカミング』では2人のショッカーが登場し、ハーマン・シュルツ / ショッカー（二代目）をボキーム・ウッドバインが、ジャクソン・ブライス / ショッカー（初代）をローガン・マーシャル＝グリーンがそれぞれ演じた。日本語吹替はシュルツの方は諏訪部順一が、ブライスの方は浪川大輔がそれぞれ担当した。

### キャラクター像
元々は2人共エイドリアン・トゥームスが運営する残骸処理会社の一員である従業員たちで、“ニューヨーク決戦”の後始末にあたっていたが、トニー・スターク/アイアンマンがアメリカ政府と共に組織した“ダメージ・コントロール局”の介入により失業。だがトゥームスが政府に未提出だった“チタウリ”の兵器の残骸などを再利用して利益を得ることを思い付いたことで、自身らもトゥームスと共にハイテク武器の密造・密売へ転業した。

#### ハーマン・シュルツ
トゥームスの部下で、開発された武器の売り渡しを担当する。トゥームスの指示どおりに仕事を行う落ち着きある男で、ブライスの死後、彼に代わってショッカー（二代目）になる。

#### ジャクソン・ブライス
トゥームスの部下で、シュルツと共に開発された武器の売り渡しと、最初にショッカー・ガントレットの使用を担当していた。トゥームスの叱責に口答えしたり、ハイテク武器の性能を目にするとすぐに増長するなど軽率な気質の男。

### ツール
ショッカー・ガントレット（Shocker's Gauntlet）
投棄されていたブロック・ラムロウ/クロスボーンズのメカニカル・ガントレットを回収・改良した機械製の右腕用ガントレット。使用時には反動から右腕を保護するダンパのスイッチを入れ、打撃部を展開してエネルギーを発する。これをはめて放つ打撃は、バスも反転させる。
これを装備した者はトゥームスから“ショッカー”と呼ばれ、当初はブライスが使用していたが、彼の死後はシュルツに引き継がれた。いずれも使用時にはピーター・パーカー/スパイダーマンにかなりのダメージを与えている。
ブラスター（Blaster）
強力なブラストを発砲するビームガン。“ウルトロン・セントリー”の片腕を回収・改良したもので、放たれるブラストは命中した対象の直径数メートルを爆破・放電する。ブライスがアーロン・デイヴィスとの取引時やピーターの追跡を振り切るために使用したが、ピーターの反撃を受けたことで取り落とし、分解する。

### 描写
『スパイダーマン:ホームカミング』
ニューヨーク決戦から現代まで、武器の開発・密売業を成功させ続けてきたが、ブライスとシュルツは2人でディヴィスと武器の取引中に、現場を目撃して駆け付けたピーター/スパイダーマンと騒ぎを起こし、追跡劇となってしまった。駆け付けたトゥームスによってピーターを振り切ったものの、ブライスは言い付けを破ってブラスターを乱用し取り落としたにもかかわらず、悪びれることない素振りを見せたため解雇を言い渡され、「これまでの犯行をバラす」と脅し返すが、トゥームスに粛清され、消し炭となってしまう。これによってシュルツはトゥームスからショッカーを任される。
その後シュルツは、落としたブラスターのエナジー・コアを回収するために、コアの反応を追って“ミッドタウン高校”に潜入するが、見つけられなかっただけでなく、潜入に気付いたピーターにGPSを貼り付けられてしまい、後のダメージ・コントロール局のトラックからの物資奪取失敗の遠因も生んでしまった。
フェリーではマック・ガーガンらと取引し、三度現れたピーターに挑むも、ガントレットの扱いに慣れていなかったこともあってあしらわれてしまい、トゥームスと共に敗走を余儀無くされた。そしてこの一件で幾度も邪魔してくるスパイダーマンに恐れをなし、FBIやトニー/アイアンマンにも自身らの活動を目撃されたことで行方を晦まそうとしたが、トゥームスに懇願され残ることになる。
だがガントレットを使いこなせるようになり、トゥームスの“最後の仕事”のサポートとしてミッドタウン高校の裏口に赴き、トゥームスを止めに向かおうとしたピーターに再戦を挑む。不意打ちしたことも手伝って善戦するも、駆けつけたネッド・リーズにより形成逆転され、ピーターのウェブに捕らわれる。

## アニメ
- 1980年代のアニメ『スパイダーマン&アメイジング・フレンズ』ではジョン・スティーヴンソンが声を担当した。吹き替えは楠大典が声を担当した。
- 1990年代のアニメ『スパイダーマン』ではジム・カミングスが声を担当した。吹き替えは楠大典が声を担当した。
- 『スペクタキュラー・スパイダーマン』ではエンフォーサーズの1人・モンタナがショッカーとして活動。ジェフ・ベネットが声を担当した。
- 『アルティメット・スパイダーマン』ではトロイ・ベイカーが声を担当した。吹き替えは蜂須賀智隆が声を担当した。
- 『マーベル スパイダーマン』ではキャメロン・ボイスが声を担当した。吹き替えは藤原太智[5]が担当。

## ゲーム
- スパイダーマン2 エンターエレクトロ（PS） - ダラン・ノリスが声を担当。吹き替えは長嶝高士が担当した。
- SPIDER-MAN（PS2・GC・Xbox） - マイケル・ビーティが声を担当。吹き替えは江原正士が担当した。
- アルティメット スパイダーマン（DS・GC・PS2） - ブライアン・ジョージが声を担当した。
- Marvel's Spider-Man（PS4） - デイブ・B・ミッチェルが声を、勝沼紀義が吹き替えを担当した。